# Analytické myšlení
Analytické myšlení je proces uvažování, v němž se jeden úsudek odvozuje z druhého, a konečným výsledkem jsou správné závěry. Toto logické myšlení probírá informace, vybírá z nich to zásadní, prokazuje a prověřuje souvztažnosti. Lidé, kteří dobře ovládají analytické myšlení, dokážou rychle vyhodnotit situaci a adekvátně na ni zareagovat.
Analyticky myslící lidé se vždy snaží přijít na podstatu problému. K jejich hlavním přednostem patří cit pro srovnávání a bádání. Složité vztahy dokáží rozdělit na jednotlivé části, které uspořádají do kategorií a na jejich základě si připraví strategii pro následující postup. Stejným způsobem určují pozice svých komunikačních partnerů, možnosti k řešení překážek nebo potřebných opatření. Lidé vynikající v analytickém myšlení jsou výborní plánovači a zvládají výborně zpracovávat texty – a to i ty, jejichž obsahem je množství číslic. Tato schopnost se uplatňuje obzvláště v oborech, kde hrají přední roli přesné informace, příprava teorií a uspořádání nových poznatků (např. věda, controlling, lékařství, IT...).
Důležitým doplňkem analytického myšlení je způsob uvažování zaměřený především na kreativní řešení problémů, takzvané laterální myšlení. Koncept laterálního myšlení zavedl maltský psycholog a kognitivní vědec Edward de Bono.